# 나이트 무브 (1992년 영화)
《나이트 무브》(Knight Moves)는 미국에서 제작된 칼 슈엔켈 감독의 1992년 미스터리, 스릴러 영화이다. 크리스토퍼 램버트 등이 주연으로 출연하였고 장-뤽 드페 등이 제작에 참여하였다. 여러 소름끼치는 살인자들을 비난을 받는 체스 그랜드마스터에 관해 다루고 있다.

## 출연

### 주연
- 크리스토퍼 램버트
- 다이안 레인

### 조연
- 톰 스커릿
- 다니엘 볼드윈

## 기타
- 공동제작: 디에터 게이슬러
- 라인프로듀서: 고든 마크
- 미술: 그레미 머레이
- 의상: 데보라 에버턴
- 배역: 행크 맥캔